# حفره صفاقی کوچک
در کالبدشناسی شکم، حفرهٔ صِفاقی را می‌توان به کیسه صفاقی بزرگ و کیسه صفاقی کوچک تقسیم کرد. حفره صفاقی بزرگ قسمت اعظمی از حفرهٔ صفاقی را دربر می‌گیرد. حفره صفاقی کوچک (انگلیسی: Lesser sac) که کیسه چادرینه‌ای (اومنتال بورسا یا بورسِ اُمِنتال) هم نامیده می‌شود، کوچک‌تر است و در پشت معده و چادرینه کوچک واقع شده است.
حفره صفاقی کوچک یا کیسهٔ کوچک معمولاً در پستانداران یافت می‌شود و از طریق سوراخ چادرینه یا «سوراخ وینسلو» به کیسهٔ بزرگ متصل است. در پستانداران، وجود مقادیر قابل توجهی چربی در کیسهٔ کوچک رایج است.

## حدود کالبدی
حد جلوییاز بالا به پایین شامل: لوب دمی کبد، چادرینه کوچک، معده، رباط معده‌ای‌روده‌ای‌قولونی (گاستروکولیک)
حد جانبیاز جلویی‌ترین تا پشتی‌ترین بخش شامل: رباط معده‌ای‌طحالی (گاستروسپلنیک)، طحال، رباط طحالی‌کلیوی (لینورنال)
حد پشتیکلیهٔ چپ و غدهٔ فوق‌کلیوی، لوزالمعده
حد پایینیچادرینه بزرگ
حد بالاییکبد
اگر هر یک از ساختارهای تشکیل‌دهندهٔ این حدود پاره شوند، محتویات آن‌ها می‌تواند وارد کیسهٔ کوچک شود. اما اگر معده از سمت جلویی پاره شود، نشت آن در کیسهٔ بزرگ جمع می‌شود.
کیسهٔ کوچک در جریان رویان‌زایی و در اثر چین‌خوردگی چادرینه بزرگ تشکیل می‌شود. انتهای باز این چین‌خوردگی که به نام سوراخ چادرینه‌ای شناخته می‌شود، معمولاً نزدیک به معده قرار دارد.

## تصاویر بیشتر

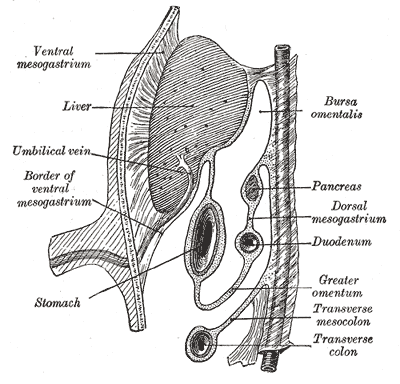
نمای طرح‌واره‌ای از بورس امنتال در جنین انسانِ هشت‌هفته‌ای
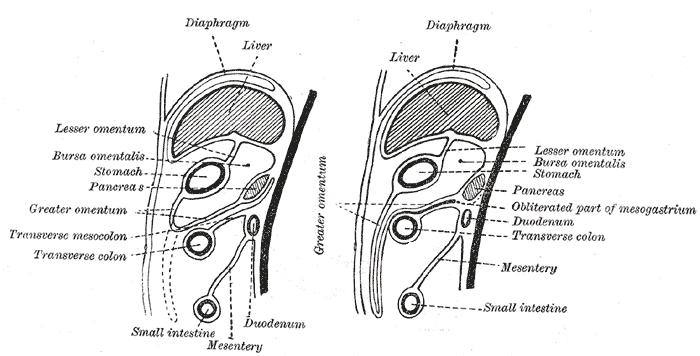
نمودارهایی برای نشان دادن رشد چادرینه بزرگ و مزوکولون عرضی
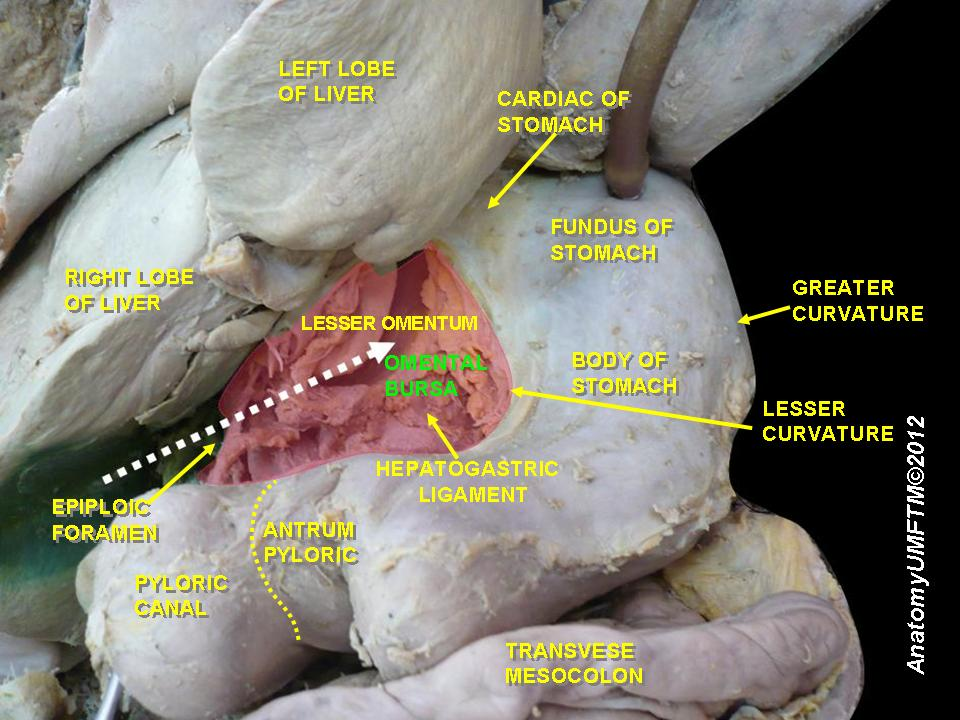
بورس امنتال